# 가족

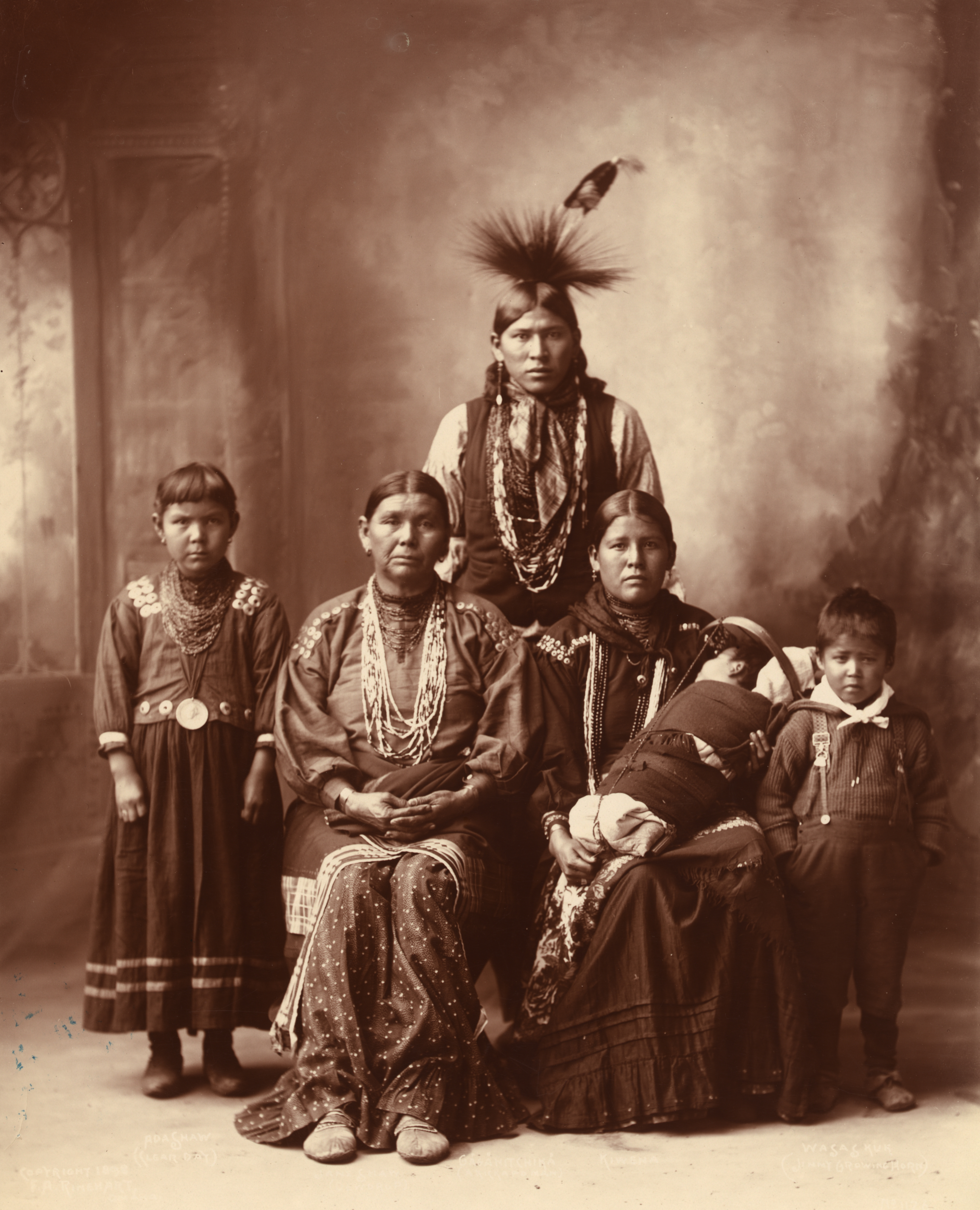
1899년 프랭크 라인하트가 촬영한 사우크 가족

가족(家族)은 대체로 혈연, 혼인으로 관계되어 같이 일상생활을 공유하는 사람들의 집단(공동체) 또는 그 구성원을 말한다. 집단을 말할 때는 가정이라고도 하며, 그 구성원을 말할 때는 가솔(家率) 또는 식솔(食率)이라고도 한다.
많은 사회는 가족의 범위를 법률이나 그 외의 규범으로 규정하고 있다. 세계인권선언의 16조 3항에 따르면, “가정은 사회의 자연적이고 기초적인 단위이며, 사회와 국가의 보호를 받을 권리가 있다”라고 한다.
혈연이나 혼인 이외 관계도 가족구성권을 가질 수 있도록 하는 법안들이 마련되는 추세이다. 영국의 시민동반자법(civil partnerships), 미국의 시민결합제도(civil unions), 호주의 사실혼(de facto mateship), 프랑스의 시민연대협약(PACS) 등이 그것이다.

## 정의
가족은 부모·자식·부부 등의 관계로 맺어져 한집에서 함께 생활하는 공동체이다. 인류의 발생과 거의 때를 같이하여 발생된 가장 오랜 집단이며, 어떤 사회·시대에나 존재하는 가장 기본적인 단위이다. 이 같은 보편성과 영구성에도 불구하고 가족은 그 형태나 기능면에서 다양성을 보여준다.
가족에 대한 정의는 학자마다 다른데, 그러한 여러 학설을 간추려 보면 다음과 같다.
1. 성과 혈연의 공동체
2. 거주의 공동체
3. 운명의 공동체
4. 애정의 결합체
5. 가계의 공동체

현재 지구상에는 많은 야생동물이 생식하고 자손을 번식하며 양육 보호하는 등 군거하고 있지만 아무도 이를 인간의 가족과 동일시하지는 않는다. 동물들의 군거는 생물학적인 데 반하여, 인간의 가족은 생물학적인 차원을 넘어서 문화적인 복잡한 기능을 갖고 있다. 형태상으로 가족은 모든 인간사회에 공통된 현상·지역·시대에 따라 각양각색의 구조적 형태를 띠고 있다.

## 가족의 기능
가족은 개인의 성장·발달과 사회의 유지·발전을 위해 여러 가지 기능을 수행하고 있다. 이러한 가족의 기능은 산업의 발달과 도시화의 영향으로 많은 변화를 겪게 되었다. 가족 기능의 일부가 다른 사회 기관에 의해 수행됨으로써 그 기능이 축소·약화된 반면 자녀를 사회화시키는 기능이나 가족 구성원의 긴장과 피로를 회복시키기 위한 기능, 사회 발전에 기여할 수 있는 기능은 오히려 강화되고 있다.
가족의 일반적인 기능은 다음과 같다.
1. 사랑과 애정을 공급하는 정서의 충족과 성적 기능
2. 자녀 출산의 기능, 자녀 양육과 사회화의 기능
3. 새로운 가족원에게 사회적, 경제적 신분을 부여하는 기능
4. 가족원에 대한 보호와 안전을 위한 기능
5. 기본적인 생활 양식과 위생을 교육하는 기능

가족은 형태 및 기능에 있어서는 시대나 지역에 따라서 다양하지만, 사회의 가장 기본적이고도 보편적인 단위임에는 틀림없다. 또한 사회제도의 변화 및 발전과 함께 개인의 욕구가 다양해지면서 가족의 기능이 변화, 축소됨으로써 미래의 사회에는 가족이 존재하지 않을 것이라는 극단적인 논리를 펴는 사람도 있다. 오늘날 가족의 기능이 과거와는 많이 달라졌듯이 미래에도 변화할 것은 사실이지만, 가족이 사회의 기본단위로서 존재할 것도 틀림없는 사실이라고 하겠다.

## 가족의 유형
가족의 유형은 가족을 구성하는 식구의 수나 혈연관계·거주형태, 그리고 가족 내에서의 가장권과 권위의 소재 및 부부의 결합형태 등에 의해서 분류된다.
가족의 크기나 범위를 기준으로 대가족·소가족 또는 미국의 인류학자 G.P.머독이 처음 사용한 핵가족·확대가족으로 나눌 수 있고, 또 핵가족을 개별·단순·부부가족, 확대가족을 총체·합성·복합·직계가족이라고도 한다. 소가족 및 핵가족의 전형적 형태는 부부와 그들의 미혼 직계 자녀들로써 구성된다. 핵가족이 부부가 중심이 되는 가족인 데 반해 대가족 및 확대가족은 혈연관계가 중심이 되는 가족이다.

핵가족과 대가족(3세대가족 포함)의 비교
| 핵가족 | 대가족 |
| --- | --- |
| - 가족의 중심이 부부이며 애정을 바탕으로 결합된다. - 가족원간의 관계가 비교적 평등하고 자유롭다. - 개인생활이 분명하고 독립심이 강해지며 가사를 분담한다. - 가족원의 수가 적고 생활이 단순하므로 편리에 따라 이사하기가 쉽다. - 부부간의 애정이 식으면 쉽게 이혼을 하고 이혼 후에 재혼하는 경우도 많다. - 이혼과 재혼에 의하여 자녀 문제가 생기고 복잡한 가족 관계가 형성되어 가족 문제가 생길 수 있다. - 노인 문제가 생긴다. | - 이미 이루어진 부모의 가정에서 장남이 결혼하여 함께 생활한다. - 부부간의 이혼이나 한쪽의 사망이 가족의 존속을 위태롭게 하지는 않는다. - 가족원은 협력하여 노인을 모시고 가족간의 문제를 해결하거나 자녀 돌보기를 함께 하므로 심리적 안정을 얻는다. - 어린이도 원만한 성격과 적응 능력으로 사회성 발달이 순조롭다. - 3세대가 함께 생활하므로 예전의 생활 방식을 그대로 따르는 경향이 있어 생활 개선이 어렵다. - 고부간의 갈등이 생기기 쉽고 민주적인 가족 관계가 어렵다. |

## 가족제도
가족제도(family institution)는 가족의 구성 또는 기능 등으로 나타나는 사회의 가장 중요한 단위인 사회제도이다. 가족제도를 통해서 인류가 형성되었다. 인간은 가족이란 지반을 떠나서는 살 수 없다. 경우에 따라서는 가족과 떨어져 살기도 하지만 이는 특별한 경우에 지나지 않으며 어디까지나 홀로 살 수는 없다. 이는 인간이란 본래 사회적·혈연적 동물이기 때문이다. 가족의 생활은 일반 사회에 대하여 일정한 기준에 따라서 이루어지므로 여기에서 일정한 생활양식이 생긴다. 이러한 행동 양식을 갖추게 한 것이 사회제도이며 가족에 관한 사회체제로서의 가족제도가 이루어진 것이다. 그러나 일반 사회제도와 마찬가지로 가족제도도 시대에 따라 변천한다.
대가족제도는 가장을 중심으로 하는 누세동거(累世同居)를 본위로 한다. 따라서 가계(家系)의 영속을 중요시하고 부계의 조상숭배를 존중한다. 그들은 농업을 생활 기반으로 삼아서 발전하였고 봉건제도 아래 가장권이 과중하여 여자는 예속적이었다. 가계의 존속을 위하여 장자상속제(長子相續制)·양자제(養子制)·축첩제(蓄妾制)가 따르게 마련이었다. 부계를 중심으로 종족(宗族)을 중시하고 숭조목족(崇祖睦族)과 부창부수(夫唱婦隨)의 도덕을 숭상하였다.
이에 반해 소가족제도는 부부를 중심으로 미혼의 자녀를 포함할 뿐이다. 여기에는 가계의 영속이 목적이 아니라 부부와 자녀의 단란한 가정생활이 요망된다. 개인의 권리가 중요시되고 가산(家産)이 아니라 개인재산이 부부 각자의 소유로 되기도 한다.

### 대한민국
한국에서 가부장적 가족제도는 이미 삼국시대에 이루어졌으며, 고려 중기 이후부터는 중국 『당률(唐律)』의 영향을 받아 의례상, 법률상으로 엄격해졌다.
조선시대에는 집권이념인 유교의 영향으로 가례가 널리 보급되었다. 이에 따라 관혼상제(冠婚喪祭)의 예절이 지배층 뿐만 아니라 일반 국민들에게로 널리 퍼졌고, 법률상으로도 상속제·양자제 등에서 규제를 갖추었다. 조선시대의 혼인은 부모의 뜻으로 이루어지고 대부분 중매혼(中媒婚)이었다. 가족에는 혈연적 조직이나 유교적인 엄격한 예의와 가율(家律)이 있다. 가부장제(家父長制)를 중심으로 가계계승(家系繼承)과 가산상속·양자제도·부부간의 지위·결혼과 이혼의 조건·문벌(門閥) 등이 시대에 따라 차이가 있으나, 일반적으로 조선시대를 보면 다음과 같다. 계급제도를 중시하는 이상, 적자(嫡子)와 서자(庶子)의 구별을 하는데, 사대부(士大夫) 가정은 모친의 출생 신분에 의하여, 양민은 부모의 어느쪽 신분에 따라 정해진다. 서자 출신은 제사나 혼사, 혹은 관계 진출의 제약을 받는다. 적자는 남녀별을 정하고 출생순위대로 항렬을 붙인다. 그리고 적자 출신의 장자가계를 적증손(嫡曾孫), 차자나 서자 출신의 가계를 중증손(衆曾孫)으로 구별한다. 장자는 가장권의 상속자로서 제사 상속까지 겸하는데 형제가 번갈아 봉사할 수 있으며, 장자의 후사가 없는 경우 차자나 서자가 책임을 진다. 그러나 적서차별로 인하여 서자의 봉사를 인정하지 않고 '입후(立後)'라 하여 관청에 알리고 문중에서 양사자(養嗣者)를 세워 봉사케 하며 종가의 대통을 잇게 하기 위하여 양자(養子)제도가 있었다. 입양자는 양가의 허락을 받아 생가의 차자 혹은 장자를 세우되 생가가 절손되면 파계(罷繼)하고 돌아간다. 그밖에 동성이 아니더라도 수양(收養) 자녀와 시양(侍養) 자녀를 들 수 있으나 양부모의 유산 상속에는 여러 가지 제한이 있다. 가산상속은 직계와 방계로 나누어 남녀불문하고 순위대로 균분하며 비율을 정한다. 이 점은 일본의 적장자 독점상속이나 중국의 자균(子均)상속과 다르다. 남존여비의 규율에 따라 부계와 모계에도 차이가 있으며, 남편은 정실의 처 이외에 다수의 첩을 거느릴 수 있고, 여자의 정절을 강요하는 법적 보장을 받았다. 처는 시가의 예속적 지위로서 부과된 의무를 다하며 소위 '칠거지악(七去之惡)'을 범하면 일방적으로 이혼당하였다. 그러나 '삼불거(三不去)'에 의하여 이혼의 제한을 두며 이혼사유의 정당성을 판결받아야 한다. 여자의 재혼은 원칙적으로 금지되며 부득이한 경우 허용하나 출신자녀들에 출신제한을 두었다. 특히 삼가자(三嫁者)는 예속을 위반하는 실덕으로 천대한다. 이 밖에 동성일족을 중심으로 한 문중을 조직하여 공동 제사, 종회(宗會) 개최, 문중재산 관리, 조상의 문집과 족보 간행, 효자비·열녀비·충신각 설립, 묘지의 개축 등을 행하였다. 특히 문벌을 과시하는 족보 간행을 중시하고 가문의 예속을 강화하였다. 이혼은 극히 제한되고, 여자에게는 칠거지악(七去之惡)의 탄핵과 삼불거(三不去)의 보호규범 아래에서 재가(再嫁)를 악덕으로 삼았다. 일부일처제를 원칙으로 하였으나 첩제(妾制)를 인정하였고, 첩의 자식은 천대하여 서자(庶子)의 과거응시를 금지하였다. 상복(喪服)의 제도는 친족과의 촌수를 밝히는 기준이 되었다. 제사는 4대조(四代祖)까지 지냈는데 의식절차가 번잡하였고, 조상의 묘소인 선영(先塋)을 존중하는 게 지나쳐 풍수설(風水說)에 빠지기도 했다. 숭조목족(崇祖睦族)을 기본으로 삼아 족보를 펴내고 같은 혈족인 종족(宗族)끼리는 한 마을에 살아 집성촌을 이룬 곳이 많았다.
산업화와 도시화에 따라 이러한 대가족제도는 점차 해체되었고 개인주의·자유주의에 기초한 소가족, 즉 핵가족이 주류를 이루게 되었다.
2014년 국회의원 진선미는 프랑스의 '시민연대협약'과 유사한 '생활동반자관계에 관한 법률'을 발의하였는데, 이는 가족구성권을 더 많은 사람들이 누릴 수 있도록 하는 시도였다. 진선미는 " '생활동반자관계에 관한 법률'은 혼인, 혈연 외 관계에 법적인 보호를 제공함으로써 사람들이 더욱 함께 살아가도록 장려하고, 이를 통해 사회적 안정을 이루도록 하는 법률이다. 친족 중심의 가족제도로 포함하지 못하는 사람들이 늘어나고 있는 상황에서 제도의 지체는 정상가족 밖의 사람들을 사회 밖으로 밀어내고 있으며, 더욱 고독하게 만들고 있다. 서로가 서로를 돌볼 수 있도록, 믿고 의지하는 사람과 생을 나눌 수 있도록, 사회적으로 고독과 우울의 증가를 막고 사회복지비용을 줄이면서 사회적 통합을 이룰 수 있는 제도적 노력이 바로 '생활동반자관계에 관한 법률'이다"라고 말하며 '생활동반자관계에 관한 법률'의 효용성을 설명하였다.

## 용어
- 고조부: 조부모의 조부모 중 남자인 쪽
- 고조모: 조부모의 조부모 중 여자인 쪽
- 증조부모: 부모의 부모의 부모

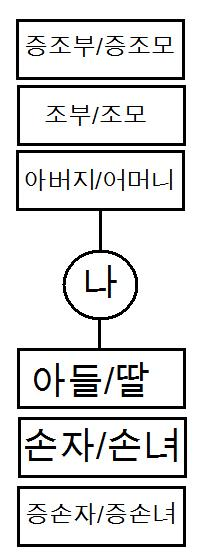
직계혈연의 호칭

- 증조부: 부모의 부모의 부모 중 남자인 쪽
- 증조모: 부모의 부모의 부모 중 여자인 쪽
- 할아버지: 조부모 중 남자인 쪽
- 할머니: 조부모 중 여자인 쪽
- 아버지: 부모 중 남자인 쪽, 구어로는 '아빠'라고도 한다.
- 어머니: 부모 중 여자인 쪽, 구어로는 특히 화자가 어린이인 경우 '엄마'라고도 한다.
- 아들: 남자인 자식
- 딸: 여자인 자식
- 형제: 아들이 여럿인 경우 그들의 관계를 일컫는 말
- 자매: 딸이 여럿인 경우 그들의 관계를 일컫는 말
- 남매: 자식들의 성별이 전부 같지 않을 경우 그들의 관계를 일컫는 말
- 동생: 자식들 사이의 관계에서 나이가 어린 쪽을 가리키는 말, 아우, 동생의 성별을 구분할 필요가 있을 때에는 남동생이나 여동생
- 형: 자식들 사이의 관계에서 나이가 많은 남자, 여자가 부를 때는 '오빠'라고 한다.
- 누나: 자식들 사이의 관계에서 나이가 많은 여자, 여자가 부를 때는 '언니'라고 한다.

## 같이 보기
- 어린이
- 조부모
- 부모
- 자식
- 조상
- 사촌
- 동거
- 결혼
- 이혼
- 가정 폭력
- 근친상간

## 참고 자료
- American Kinship, David M. Schneider
- A Natural History of Families, Scott Forbes, Princeton University Press, 2005, ISBN 0-691-09482-9
- Foucault, Michel (1978). The History of Sexuality: Volume I: An Introduction. New York Vintage Books. ISBN-13: 978-0679724698
- More Than Kin and Less Than Kind, Douglas W. Mock, Belknap Press, 2004, ISBN 0-674-01285-2
- 이 문서에는 다음커뮤니케이션(현 카카오)에서 GFDL 또는 CC-SA 라이선스로 배포한 글로벌 세계대백과사전의 내용을 기초로 작성된 글이 포함되어 있습니다.